# عملية الثعلب الكهرماني
عملية الثعلب الكهرماني (بالإنجليزيَّة: Operation Amber Fox) والمعروفة أيضًا باسم فرقة العمل فوكس، كانت عملية قادها حلف الناتو في جمهورية مقدونيا، بقيادة ألمانيا وهولندا وفي البداية تحت قيادة العميد الألماني هاينز جورج كيرل. وكانت العملية بعد عملية الحصاد الأساسي، وهي عملية أخرى لحلف شمال الأطلسي.

## تاريخ
كانت خلفية عملية الناتو هي الحاجة الملحوظة لتوفير الحماية العسكرية الدولية في حالات الأزمات للمراقبين الدوليين الذين كانوا نشطين في مقدونيا في أعقاب اتفاق أوهريد والتمرد الألباني في ربيع عام 2001. وكان المراقبين مهمين لتحقيق الاستقرار في الدولة المقدونية.
في رسالة تم تأريخها في 18 سبتمبر 2001، طلب الرئيس المقدوني بوريس ترايكوفسكي من الأمين العام لحلف شمال الأطلسي وجودًا عسكريًا لحلف شمال الأطلسي في البلاد، والذي من شأنه أن يساعد في أمن المراقبين الدوليين العاملين هناك بعد انتهاء عملية الحصاد الأساسي.
في 16 ديسمبر 2002، بدأت عملية الوئام المتحالفة التي خلفتها، وتم على إثرها تخفيض حجم العملية، والتي سعت إلى تمكين مقدونيا من ضمان الأمن في جميع أنحاء البلاد في حدود مواردها الخاصة.

## روابط خارجية
- عملية الثعلب الكهرماني (Task Force Fox) – الموقع الرسمي لحلف شمال الأطلسي